# 塞韋里尼夫卡 (敖德薩州)
46°49′38″N 30°34′50″E / 46.82722°N 30.58056°E

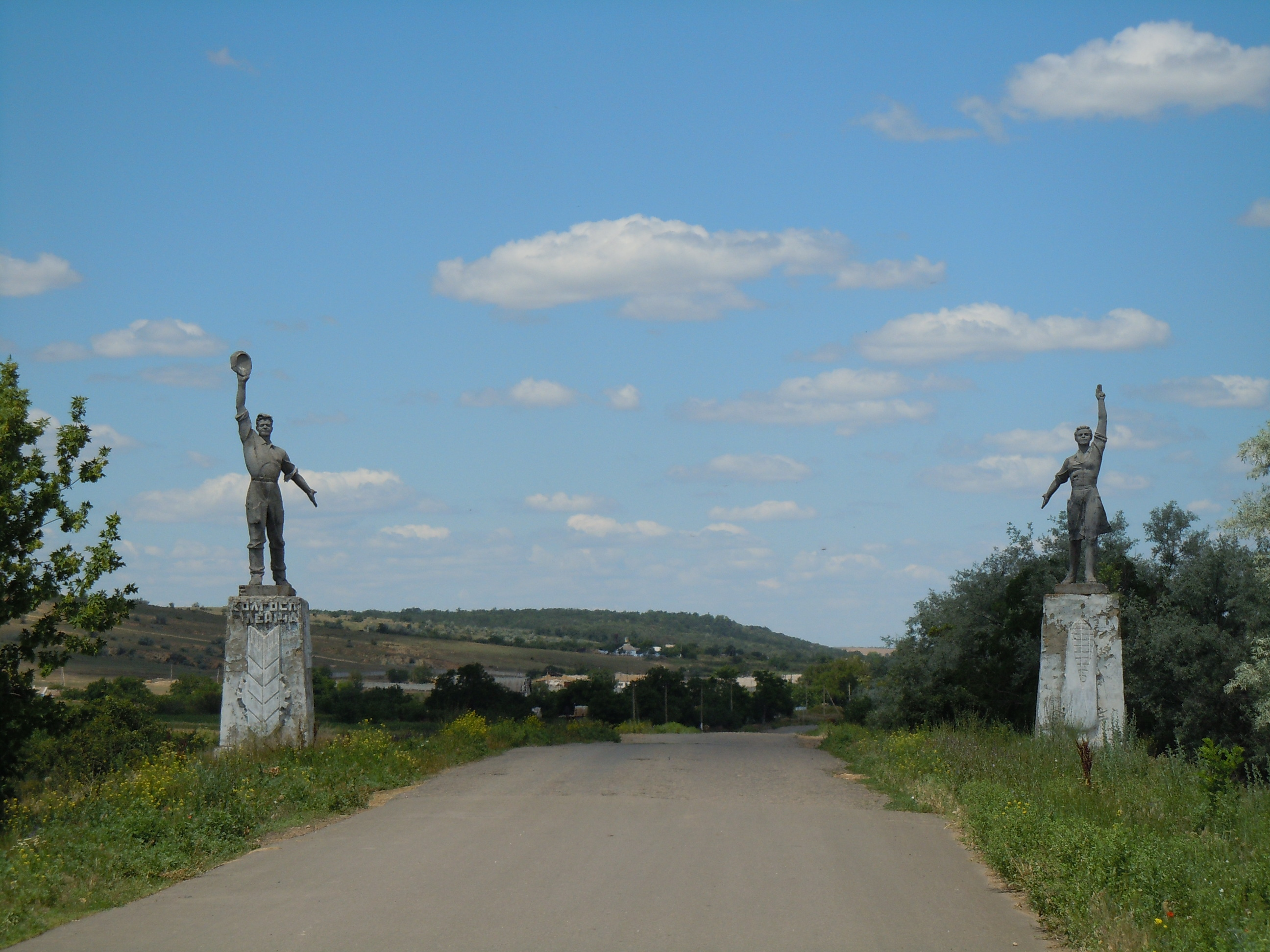
塞韋里尼夫卡的村莊的入口

塞韋里尼夫卡（烏克蘭語：Северинівка）是位於烏克蘭西南部的村莊，由敖德萨州贝雷济夫卡区的伊萬尼夫卡市鎮負責管轄。該村處於大庫亞利尼克河畔，面積2.44平方公里，2001年人口599，人口密度每平方公里245.49人。